# Horatiusi alapelvek
A Horatiusi alapelvek a következők:
- Egy költeményt 9 évi írás és tökéletesítés után tárhat napvilágra minden költő.
- Sapere aude! (Merj gondolkodni!)
- A költeményeknek nem csak gyönyörködtetnie, hanem gondolkodtatnia is kell.
- Arany középút (aurea mediocritas): Nem szabad szélsőségek szerint élni, mindig meg kell találni a középutat. Erre metaforája egy hajó.
- Carpe diem (Élj a mának, szó szerint Ragadd meg a napot) Ez nem egyenlő a hedonizmussal, pusztán azt takarja, ragadjunk meg minden lehetőséget, használjunk ki minden napot
- Memento mori (Emlékezz a halálra), azaz éld úgy az életed, hogy közben mindig tisztában vagy eljövendő haláloddal